# Список картин Диего Веласкеса

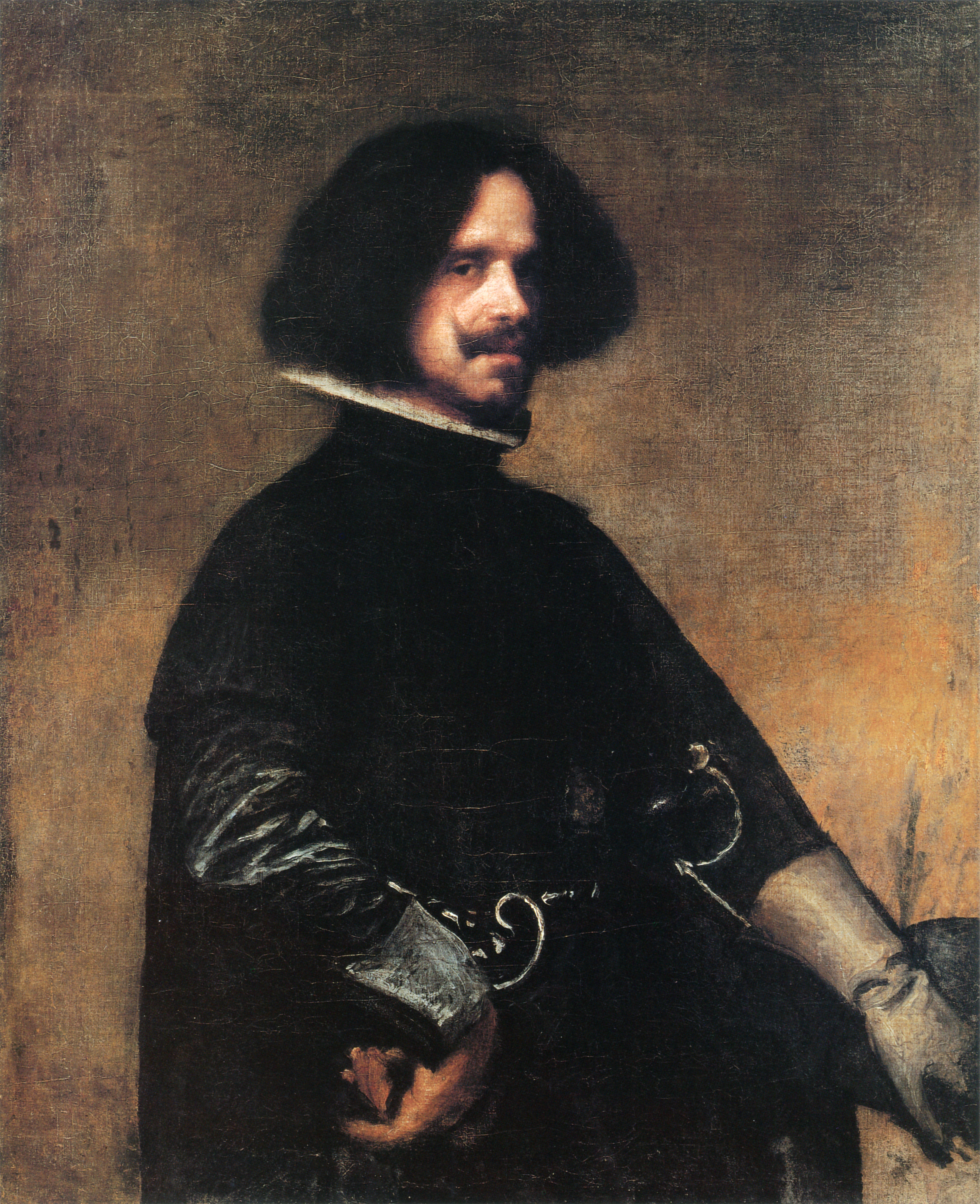
Диего Веласкес. Автопортрет. 1645. Холст, масло. 103,5 × 82,5 см. Палаццо Питти, Флоренция

Творческое наследие испанского живописца Диего Веласкеса (1599—1660) включает многочисленные портреты, произведения на бытовые темы, исторические, религиозные и мифологические сюжеты. Представленный ниже список картин, созданных Веласкесом с 1617 по 1660 год, разделён на периоды, связанные с местами его жизни и деятельности — от вступления, по завершении обучения, в гильдию художников в Севилье до смерти в Мадриде в статусе придворного живописца короля Испании Филиппа IV.
Музеи только одиннадцати стран мира — Австрии, Бразилии, Великобритании (Англия, Шотландия), Венгрии, Германии, Ирландии, Испании, Италии, России, США и Франции — хранят в своих собраниях полотна Веласкеса. Самое большое собрание его картин (около 50) находится в Музее Прадо в Мадриде, ведя свою историю от королевской коллекции. Их провенанс наиболее прозрачен, равно как и история нескольких шедевров, входящих в собрание Музея истории искусств в Вене, хранящего наследие австрийских родственников испанских королей, которые получали их в качестве подарков. Также работы Веласкеса экспонируют в Национальной галерее и Музее Веллингтона в Лондоне, Галерее старых мастеров в Дрездене, Музее Метрополитен в Нью-Йорке и Музее изящных искусств в Бостоне. В Государственном Эрмитаже в Санкт-Петербурге находятся три полотна художника, у одного из которых спорная атрибуция.
Проблема атрибуции картин Диего Веласкеса остаётся одной из самых сложных по сей день. Если в 1883 году искусствовед и исследователь творчества живописца Чарлз Бойд Кёртис атрибутировал 228 полотен, то его коллега Хосе Лопес-Рей в 1979 году атрибутировал 123 картины (в 1996 году он добавил к списку ещё одно полотно), а искусствовед Джонатан Браун в 1986 году атрибутировал только 98 картин. Лишь у немногих произведений живописца можно проследить однозначную связь от первого до последнего владельца. В остальных случаях большое значение имеет мнение специалистов, которое иногда бывает единогласным, а иногда спорным. Много копий и интерпретаций полотен Веласкеса было сделано его учениками в мастерской, среди которых следует особо выделить его зятя Хуана Баутисту Мартинеса де Масо.
Главным источником при составлении списка стал один из последних каталогов произведений художника, изданный в 1999 году. Это книга Мигеля Мора́на Турины и Исабель Санчес Кеведо «Веласкес: полный каталог» (исп. Velázquez: catálogo completo), в которую включены 123 картины живописца с подробной атрибуцией. Эти полотна в списке отмечены номерами, под которыми они находятся в каталоге.
В список также включены картины, не вошедшие в этот каталог, но присутствующие в списках произведений Диего Веласкеса известных современных исследователей творчества живописца и признанных экспертов в этой области, искусствоведов Хосе Лопеса Рея и Джонатана Брауна. Также в список включены несколько полотен, обнаруженных и атрибутированных в последние годы. Картины со спорной атрибуцией выделены тёмно-серым цветом.

## Список

### Севильский период (1617—1622)
| №  | Картина | Название                                                                                         | Техника / Размер (см)      | Галерея                                                   | Примечания      |
| -- | ------- | ------------------------------------------------------------------------------------------------ | -------------------------- | --------------------------------------------------------- | --------------- |
| 1  |         | «Три музыканта» (Tres músicos) 1616—1620                                                         | Холст, масло 87 × 110      | Картинная галерея, Берлин                                 | [ 6 ]           |
| 2  |         | «Завтрак» (El almuerzo) 1617—1618                                                                | Холст, масло 108,5 × 102   | Эрмитаж, Санкт-Петербург                                  | [ 8 ]           |
| 3  |         | «Ужин в Эммаусе» (La cena de Emaús) 1617—1618                                                    | Холст, масло 55 × 118      | Национальная галерея, Дублин                              | [ 10 ]          |
| 4  |         | «Мулатка» (La mulata) 1617—1618                                                                  | Холст, масло 55 × 104,5    | Институт искусств, Чикаго                                 | [ К 1 ]         |
| —  |         | «Воспитание Богоматери» (Educación de la Virgen) 1617—1618                                       | Холст, масло 152,4 × 122   | Галерея Йельского университета, Нью-Хейвен                | [ К 2 ] [ К 3 ] |
| —  |         | «Плач святого Петра» (Las lágrimas de San Pedro) 1617—1619                                       | Холст, масло 130 × 96      | частное собрание, Испания                                 | [ К 4 ] [ К 3 ] |
| 5  |         | «Старуха, жарящая яйца» (Vieja friendo huevos) 1618                                              | Холст, масло 100,5 × 119,5 | Национальная галерея, Эдинбург                            | [ 20 ]          |
| 6  |         | «Христос в доме Марфы и Марии» (Cristo en casa de Marta y María) 1618                            | Холст, масло 60 × 103,5    | Национальная галерея, Лондон                              | [ 22 ] [ 23 ]   |
| 7  |         | «Мужская голова в профиль» (Cabeza de hombre joven de perfil) 1616—1617                          | Холст, масло 39,5 × 35,5   | Эрмитаж, Санкт-Петербург                                  | [ 25 ] [ К 6 ]  |
| 8  |         | «Завтрак» (Almuerzo de campesinos) 1618—1619                                                     | Холст, масло 96 × 122      | Музей искусств, Будапешт                                  | [ К 7 ]         |
| —  |         | «Непорочное зачатие» (Inmaculada Concepción) 1618—1620                                           | Холст, масло 142 × 98,5    | Фонд Фокус-Абенгоа, Севилья                               | [ 33 ] [ К 3 ]  |
| 9  |         | «Два юноши у стола» (Dos jóvenes a la mesa) 1618—1622                                            | Холст, масло 64,5 × 105    | Музей Веллингтона, Лондон                                 | [ 35 ] [ 36 ]   |
| 10 |         | «Святой Фома» (Santo Tomás) 1619—1620                                                            | Холст, масло 95 × 73       | Музей искусств, Орлеан                                    | [ 37 ]          |
| 11 |         | «Непорочное зачатие» (Inmaculada Concepción) около 1619                                          | Холст, масло 135,5 × 101,6 | Национальная галерея, Лондон                              | [ К 8 ] [ 39 ]  |
| 12 |         | «Иоанн на Патмосе» (San Juan en Patmos) около 1619                                               | Холст, масло 135,5 × 102,2 | Национальная галерея, Лондон                              | [ К 8 ] [ 39 ]  |
| 13 |         | «Поклонение волхвов» (Adoración de los Magos) 1619                                               | Холст, масло 204 × 126,5   | Прадо, Мадрид                                             | [ 2 ] [ 42 ]    |
| 14 |         | «Святой Павел» (San Pablo) 1619—1620                                                             | Холст, масло 99 × 78       | Музей искусства Каталонии, Барселона                      | [ 44 ]          |
| 15 |         | «Голова апостола» (Cabeza de apóstol) 1619—1622                                                  | Холст, масло 38 × 29       | Прадо, Мадрид                                             | [ 2 ] [ К 9 ]   |
| 16 |         | «Продавец воды в Севилье» (El aguador de Sevilla) 1619—1622                                      | Холст, масло 106,7 × 81    | Музей Веллингтона, Лондон                                 | [ 35 ] [ 49 ]   |
| 17 |         | «Портрет дона Кристобаля Суареса де Риберы» (Don Cristóbal Suárez de Ribera) 1620                | Холст, масло 207 × 148     | Музей искусств, Севилья                                   | [ К 11 ]        |
| 18 |         | «Преподобная мать Херонима де ла Фуэнте» (La venerable madre Jerónima de la Fuente) 1620         | Холст, масло 160 × 110     | Прадо, Мадрид                                             | [ 2 ] [ 53 ]    |
| 19 |         | «Преподобная мать Херонима де ла Фуэнте» (La venerable madre Jerónima de la Fuente) 1620         | Холст, масло 162,5 × 105   | частное собрание (Мадрид, коллекция Фернандеса де Араоса) | [ К 12 ]        |
| —  |         | «Иоанн Креститель в пустыне» (San Juan Bautista en el desierto) около 1620                       | Холст, масло 175,3 × 152,5 | Институт искусств, Чикаго                                 | [ К 3 ]         |
| 20 |         | «Покров Богородицы над святым Ильдефонсом» (Imposición de la casulla a San Ildefonso) около 1623 | Холст, масло 165 × 115     | Фонд Фокус-Абенгоа, Севилья                               | [ 33 ] [ К 13 ] |
| 21 |         | «Портрет Франсиско Пачеко» (Francisco Pacheco) около 1623                                        | Холст, масло 40 × 36       | Прадо, Мадрид                                             | [ 2 ] [ К 14 ]  |

### Первый мадридский период (1622—1629)
| №  | Картина | Название                                                                                     | Техника / Размер (см)      | Галерея                                           | Примечания           |
| -- | ------- | -------------------------------------------------------------------------------------------- | -------------------------- | ------------------------------------------------- | -------------------- |
| 22 |         | «Портрет Луиса де Гонгоры» (Retrato de Luis de Góngora) 1622                                 | Холст, масло 51 × 41       | Музей искусств, Бостон                            | [ 65 ] [ 66 ]        |
| 23 |         | «Портрет священника» (Retrato de un clérigo) 1622—1623                                       | Холст, масло 66,5 × 51     | частное собрание (Мадрид, коллекция Хоакина Пайя) | [ К 15 ]             |
| 24 |         | «Портрет молодого человека» (Retrato de hombre) около 1623                                   | Холст, масло 55,5 × 38     | Прадо, Мадрид                                     | [ 2 ] [ К 16 ]       |
| 25 |         | «Портрет Филиппа IV» (Felipe IV) около 1623—1624                                             | Холст, масло 61,6 × 48,2   | Музей искусств Медоуз, Даллас                     | [ 72 ] [ К 17 ]      |
| —  |         | «Портрет кавалера» (Un gentilhombre) около 1623                                              | Холст, масло 52 × 40       | Институт искусств, Детройт                        | [ К 3 ] [ К 18 ]     |
| 26 |         | «Портрет Филиппа IV» (Felipe IV) 1624                                                        | Холст, масло 52 × 40       | Музей Метрополитен, Нью-Йорк                      | [ 76 ] [ К 19 ]      |
| 27 |         | «Портрет графа-герцога де Оливареса» (Retrato del Conde-Duque de Olivares) 1624              | Холст, масло 206 × 106     | Музей искусств, Сан-Паулу                         | [ К 20 ]             |
| 28 |         | «Портрет дамы» (Retrato de dama) 1625                                                        | Холст, масло 32 × 24       | частное собрание                                  | [ К 21 ]             |
| 29 |         | «Портрет графа-герцога де Оливареса» (Retrato del Conde-Duque de Olivares) 1624—1626         | Холст, масло 216 × 192,5   | Испанское общество, Нью-Йорк                      | [ 85 ] [ К 22 ]      |
| —  |         | «Портрет Симона де Рохаса на смертном одре» (Simón de Rojas difunto) 1624                    | Холст, масло 101 × 121     | Музей изящных искусств Валенсии, Валенсия         | [ 88 ] [ К 3 ]       |
| 30 |         | «Портрет графа-герцога де Оливареса» (Retrato del Conde-Duque de Olivares) 1624—1625         | Холст, масло 209 × 111     | частное собрание (Мадрид, коллекция Вареса Фисы)  | [ К 23 ]             |
| 31 |         | «Голова оленя» (Cabeza de venado) около 1626—1636                                            | Холст, масло 66 × 52       | Прадо, Мадрид                                     | [ 2 ] [ К 24 ]       |
| 32 |         | «Христос и христианская душа» (Cristo contemplado por el alma cristiana) около 1626—1632     | Холст, масло 165,1 × 206,4 | Национальная галерея, Лондон                      | [ 18 ] [ 22 ] [ 94 ] |
| 33 |         | «Портрет Филиппа IV с прошением» (Felipe IV) около 1623—1628                                 | Холст, масло 198 × 101,5   | Прадо, Мадрид                                     | [ 2 ] [ 96 ]         |
| 34 |         | «Портрет инфанта дона Карлоса Австрийского» (Retrato del infante Don Carlos) около 1626—1628 | Холст, масло 209 × 125     | Прадо, Мадрид                                     | [ 2 ] [ К 25 ]       |
| 35 |         | «Портрет Филиппа IV в латах» (Felipe IV en armadura) около 1626—1628                         | Холст, масло 57 × 44       | Прадо, Мадрид                                     | [ 2 ] [ К 26 ]       |
| 36 |         | «Дон Хуан де Калабасас» (El bufón Calabacillas) 1626—1632                                    | Холст, масло 175,5 × 106,7 | Музей искусств, Кливленд                          | [ К 27 ]             |
| —  |         | «Рога оленя» (Cuerna de venado) 1626                                                         | Холст, масло 127 × 150     | Эль-Пардо, Мадрид (филиал Прадо)                  | [ 106 ] [ К 3 ]      |
| —  |         | «Портрет мужчины» (Retrato de hombre) 1626—1628                                              | Холст, масло 104 × 79      | частное собрание                                  | [ К 28 ]             |
| —  |         | «Портрет Филиппа IV в жёлтом кафтане» (Felipe IV con jubón amarillo) 1627—1628               | Холст, масло 205 × 117     | Музей искусств Ринглинга, Сарасота                | [ 108 ] [ К 3 ]      |
| 37 |         | «Демокрит» (Demócrito) около 1628—1640                                                       | Холст, масло 101 × 81      | Музей искусств, Руан                              | [ К 30 ]             |
| 38 |         | «Триумф Вакха, или Пьяницы» (Los borrachos, o El triunfo de Baco) 1628—1629                  | Холст, масло 165 × 225     | Прадо, Мадрид                                     | [ 2 ] [ 18 ] [ 113 ] |
| 39 |         | «Ужин в Эммаусе» (La cena de Emaús) 1628—1629                                                | Холст, масло 123,2 × 132,7 | Музей Метрополитен, Нью-Йорк                      | [ 76 ] [ 115 ]       |
| —  |         | «Портрет Себастьяна де ла Уэрты» (Retrato de Sebastián de la Huerta) 1628                    | Холст, масло 121 × 101     | частное собрание                                  | [ К 3 ] [ К 31 ]     |

### Первая поездка в Италию (1629—1630)
| №  | Картина | Название                                                                                           | Техника / Размер (см)     | Галерея                                       | Примечания              |
| -- | ------- | -------------------------------------------------------------------------------------------------- | ------------------------- | --------------------------------------------- | ----------------------- |
| 40 |         | «Портрет инфанты Марии Анны Испанской, королевы Венгрии» (María de Austria, Reina de Hungría) 1630 | Холст, масло 59,5 × 45,5  | Прадо, Мадрид                                 | [ 2 ] [ 118 ]           |
| 41 |         | «Принесение Иакову одежды Иосифа» (La túnica de José) 1630                                         | Холст, масло 223 × 250    | Эскориал, Мадрид                              | [ 119 ]                 |
| 42 |         | «Кузница Вулкана» (La fragua de Vulcano) 1630                                                      | Холст, масло 223 × 290    | Прадо, Мадрид                                 | [ 121 ]                 |
| 43 |         | «Голова Аполлона» (Estudio para cabeza de Apolo) 1630                                              | Холст, масло 36 × 25      | частное собрание, Япония                      | [ 122 ]                 |
| 44 |         | «Вилла Медичи в Риме. Полдень» (El Pabellón de Cleopatra-Ariadna) 1630                             | Холст, масло 44,5 × 38,5  | Прадо, Мадрид                                 | [ 124 ]                 |
| 45 |         | «Вилла Медичи в Риме. Конец дня» (Entrada de la Gruta) 1630                                        | Холст, масло 48,5 × 43    | Прадо, Мадрид                                 | [ 2 ] [ 18 ] [ 126 ]    |
| —  |         | «Портрет неизвестного» (Retrato de clérigo) 1630                                                   | Холст, масло 67 × 50      | Капитолийская Пинакотека, Рим                 | [ 127 ] [ 128 ] [ К 3 ] |
| —  |         | «Ссора солдат перед посольством Испании» (Riña entre soldados ante la embajada de España) 1630     | Картон, масло 28,9 × 39,6 | частное собрание (Рим, коллекция Паллавичини) | [ 129 ] [ 130 ] [ К 3 ] |

### Второй мадридский период (1631—1648)
| №   | Картина | Название | Техника / Размер (см)          | Галерея                                                               | Примечания                      |
| --- | ------- | --- | ------------------------------ | --------------------------------------------------------------------- | ------------------------------- |
| 46  |         | «Сивилла» (Una sibila) 1630—1631 | Холст, масло 62 × 50           | Прадо, Мадрид                                                         | [ 2 ] [ К 35 ]                  |
| 47  |         | «Портрет молодого человека» (Retrato de hombre joven) 1630—1631                                                                          | Холст, масло 89,2 × 69,5       | Старая Пинакотека, Мюнхен                                             | [ 135 ]                         |
| 48  |         | «Искушение святого Фомы Аквинского» (Tentación de Santo Tomás de Aquino) 1631—1632                                                       | Холст, масло 224 × 203         | Музей сакрального искусства, Ориуэла                                  | [ К 3 ] [ 136 ]                 |
| 49  |         | «Портрет принца Бальтазара Карлоса с карликом» (El príncipe Baltasar Carlos con un enano) 1631                                           | Холст, масло 128 × 102         | Музей искусств, Бостон                                                | [ 65 ] [ 138 ]                  |
| 50  |         | «Портрет Филиппа IV в коричневом с серебром костюме» (Felipe IV de castaño y plata) 1631—1632                                            | Холст, масло 199 × 113         | Национальная галерея, Лондон                                          | [ 22 ] [ 140 ]                  |
| 51  |         | «Портрет королевы Изабеллы Бурбонской» (Isabel de Borbón) 1631—1632                                                                      | Холст, масло 207 × 109         | частное собрание, Нью-Йорк                                            | [ К 36 ]                        |
| 52  |         | «Портрет Диего дель Корраль-и-Арельяно» (Don Diego del Corral y Arellano) 1631—1632                                                      | Холст, масло 215 × 110         | Прадо, Мадрид                                                         | [ 144 ] [ 2 ]                   |
| 53  |         | «Портрет Антонии де Ипеньяррьета-и-Гальдос с сыном Луисом» (Doña Antonia de Ipeñarrieta y Galdós y su hijo don Luis) 1631—1632           | Холст, масло 215 × 110         | Прадо, Мадрид                                                         | [ 2 ] [ К 37 ]                  |
| 54  |         | «Мужская рука» (Mano de hombre) 1631 | Холст, масло 27 × 24           | Королевский дворец, Мадрид                                            | [ К 38 ]                        |
| 55  |         | «Портрет Педро де Барберана-и-Апаррегуи» (Don Pedro de Barberana y Aparregui) 1631—1632                                                  | Холст, масло 198,1 × 111,8     | Музей искусств Кимбелла, Форт-Уэрт                                    | [ 151 ]                         |
| 56  |         | «Портрет Хуана Матеоса» (Don Juan Mateos) около 1632                                                                                     | Холст, масло 108 × 90          | Галерея старых мастеров, Дрезден                                      | [ 152 ]                         |
| 57  |         | «Распятие Христово» (Cristo crucificado) около 1632                                                                                      | Холст, масло 250 × 170         | Прадо, Мадрид                                                         | [ 2 ] [ К 40 ]                  |
| —   |         | «Распятие Христово» (Cristo en la cruz) 1631                                                                                             | Холст, масло 100 × 57          | Прадо, Мадрид                                                         | [ К 3 ] [ 2 ] [ К 41 ]          |
| 58  |         | «Портрет принца Бальтазара Карлоса в серебряном костюме» (Retrato del príncipe Baltasar Carlos) 1632                                     | Холст, масло 117,8 × 95,9      | Собрание Уоллеса, Лондон                                              | [ 157 ]                         |
| 59  |         | «Портрет Филиппа IV» (Felipe IV) 1632 | Холст, масло 127,5 × 86,5      | Музей истории искусств, Вена                                          | [ К 42 ]                        |
| 60  |         | «Портрет королевы Изабеллы Бурбонской» (Isabel de Borbón) 1632                                                                           | Холст, масло 132 × 101,5       | Музей истории искусств, Вена                                          | [ К 43 ]                        |
| 61  |         | «Шут по прозвищу „Дон Хуан Австрийский“» (El bufón llamado don Juan de Austria) 1632—1633                                                | Холст, масло 210 × 124,5       | Прадо, Мадрид                                                         | [ 2 ] [ 164 ]                   |
| —   |         | «Святая Руфина» (Santa Rufina) 1632—1634                                                                                                 | Холст, масло 77 × 64           | Фонд Фокус-Абенгоа, Севилья                                           | [ К 3 ] [ 33 ]                  |
| —   |         | «Портрет мужчины» (Retrato de hombre) 1630—1635                                                                                          | Холст, масло 68,6 × 55,2       | Музей Метрополитен, Нью-Йорк                                          | [ К 3 ] [ 76 ]                  |
| —   |         | «Портрет мужчины» (Retrato de hombre) 1630                                                                                               | Холст, масло 47 × 39           | частное собрание                                                      | [ К 3 ] [ 166 ] [ К 44 ]        |
| 62  |         | «Конный портрет графа-герцога Оливареса» (El Conde-Duque de Olivares a caballo) 1634—1638                                                | Холст, масло 313 × 239         | Прадо, Мадрид                                                         | [ 2 ] [ К 45 ]                  |
| 63  |         | «Белый конь» (Caballo blanco) 1634—1635                                                                                                  | Холст, масло 310 × 245         | Королевский дворец, Мадрид                                            | [ К 46 ]                        |
| 64  |         | «Конный портрет Филиппа III» (Felipe III a caballo) 1634—1635                                                                            | Холст, масло 300 × 212         | Прадо, Мадрид                                                         | [ 2 ] [ К 47 ]                  |
| 65  |         | «Конный портрет Маргариты Австрийской» (La reina Margarita de Austria a caballo) 1634—1635                                               | Холст, масло 297 × 212         | Прадо, Мадрид                                                         | [ 2 ] [ К 48 ]                  |
| 66  |         | «Конный портрет Изабеллы Бурбонской» (La reina Isabel de Francia a caballo) 1634—1636                                                    | Холст, масло 301 × 314         | Прадо, Мадрид                                                         | [ 2 ] [ К 49 ]                  |
| 67  |         | «Конный портрет Филиппа IV» (Felipe IV a caballo) 1634                                                                                   | Холст, масло 301 × 314         | Прадо, Мадрид                                                         | [ 2 ] [ К 50 ]                  |
| 68  |         | «Конный портрет принца Бальтазара Карлоса» (El príncipe Baltasar Carlos a caballo) 1634—1635                                             | Холст, масло 209 × 173         | Прадо, Мадрид                                                         | [ 2 ] [ 182 ]                   |
| 69  |         | «Сдача Бреды» (La rendición de Breda) 1634—1635                                                                                          | Холст, масло 307 × 367         | Прадо, Мадрид                                                         | [ 2 ] [ 184 ]                   |
| 70  |         | «Портрет скульптора Хуана Мартинеса Монтаньеса» (Retrato de Juan Martínez Montañés) 1635—1636                                            | Холст, масло 109 × 107         | Прадо, Мадрид                                                         | [ 2 ] [ 186 ]                   |
| 71  |         | «Портрет Филиппа IV в охотничьем костюме» (Felipe IV cazador) 1635—1636                                                                  | Холст, масло 191 × 126         | Прадо, Мадрид                                                         | [ 2 ] [ К 52 ]                  |
| 72  |         | «Портрет кардинала-инфанта Фердинанда Австрийского в охотничьем костюме» (El cardenal infante don Fernando de Austria cazador) 1632—1633 | Холст, масло 191 × 107         | Прадо, Мадрид                                                         | [ 2 ] [ 190 ] [ 191 ]           |
| 73  |         | «Портрет принца Бальтазара Карлоса в охотничьем костюме» (El príncipe Baltasar Carlos cazador) 1635                                      | Холст, масло 191 × 103         | Прадо, Мадрид                                                         | [ К 53 ] [ 2 ] [ 192 ]          |
| 74  |         | «Урок верховой езды принца Бальтазара Карлоса» (El príncipe Baltasar Carlos en el picadero) 1636—1637                                    | Холст, масло 144 × 96,5        | частное собрание (Великобритания, коллекция герцога Вестминстерского) | [ К 54 ] [ 193 ]                |
| 75  |         | «Дама с веером» (La dama del abanico) 1635                                                                                               | Холст, масло 95 × 70           | Собрание Уоллеса, Лондон                                              | [ К 55 ] [ 195 ]                |
| 76  |         | «Девушка» (Dama Joven) около 1635 | Холст, масло 98 × 49           | частное собрание (Великобритания, коллекция герцога Девонширского)    | [ К 56 ] [ 196 ]                |
| 77  |         | «Швея» (La costurera) 1635—1643 | Холст, масло 74 × 60           | Национальная галерея, Вашингтон                                       | [ К 57 ] [ 198 ]                |
| 78  |         | «Пабло де Вальядолид» (Pablo de Valladolid) 1632—1637                                                                                    | Холст, масло 213,5 × 125       | Прадо, Мадрид                                                         | [ 2 ] [ 200 ]                   |
| 79  |         | «Дон Хуан де Калабасас» (El bufón Calabacillas) 1637—1639                                                                                | Холст, масло 106,5 × 82,5      | Прадо, Мадрид                                                         | [ 2 ] [ К 58 ]                  |
| 80  |         | «Шут по прозвищу „Барбаросса“» (El bufón Barbarroja) 1634—1640                                                                           | Холст, масло 198 × 121         | Прадо, Мадрид                                                         | [ 2 ] [ 204 ]                   |
| 81  |         | «Святой Антоний посещает святого Павла» (San Antonio Abad y san Pablo ermitaño) 1634                                                     | Холст, масло 257 × 188         | Прадо, Мадрид                                                         | [ 2 ] [ 18 ] [ 206 ]            |
| —   |         | «Святой Антоний Великий» (San Antonio Abad) 1635—1638                                                                                    | Холст, масло 55,8 × 40         | частное собрание, Нью-Йорк                                            | [ К 59 ]                        |
| 82  |         | «Портрет графа-герцога Оливареса» (Retrato del Conde-Duque de Olivares) 1638                                                             | Холст, масло 67 × 54,5         | Эрмитаж, Санкт-Петербург                                              | [ 209 ]                         |
| 83  |         | «Портрет графа-герцога Оливареса» (Retrato del Conde-Duque de Olivares) 1638                                                             | Медь, масло 10 × 8 (миниатюра) | Королевский дворец, Мадрид                                            | [ К 60 ] [ 210 ]                |
| 84  |         | «Франческо I д’Эсте» (Francisco I de Este) 1638                                                                                          | Холст, масло 68 × 51           | Галерея Эсте, Модена                                                  | [ К 61 ] [ 211 ]                |
| 85  |         | «Королевская охотa» (La tela real) 1636—1638                                                                                             | Холст, масло 182 × 302         | Национальная галерея, Лондон                                          | [ К 3 ] [ 22 ] [ 213 ]          |
| —   |         | «Портрет Франсиско Бандреса де Абарки» (Don Francisco Bandrés de Abarca) 1638—1646                                                       | Холст, масло 64 × 53           | частное собрание                                                      | [ К 62 ] [ 214 ]                |
| 86  |         | «Портрет принца Бальтазара Карлоса» (El príncipe Baltasar Carlos) 1639                                                                   | Холст, масло 128,5 × 99        | Музей истории искусств, Вена                                          | [ К 63 ] [ 216 ]                |
| 87  |         | «Портрет мужчины (Хосе Ньето?)» (Retrato de hombre) 1635—1645                                                                            | Холст, масло 76 × 64,8         | Музей Веллингтона, Лондон                                             | [ 35 ] [ К 64 ]                 |
| 88  |         | «Эзоп» (Esopo) 1639—1640 | Холст, масло 179 × 94          | Прадо, Мадрид                                                         | [ 2 ] [ 219 ]                   |
| 89  |         | «Менипп» (Menipo) 1639—1640 | Холст, масло 179 × 94          | Прадо, Мадрид                                                         | [ 2 ] [ 221 ]                   |
| 90  |         | «Марс» (El dios Marte) 1640 | Холст, масло 181 × 99          | Прадо, Мадрид                                                         | [ 2 ] [ 223 ]                   |
| 91  |         | «Автопортрет» (Autorretrato) 1640 | Холст, масло 45,8 × 38         | Музей искусств, Валенсия                                              | [ 225 ]                         |
| 92  |         | «Портрет девочки» (Retrato de niña) 1640                                                                                                 | Холст, масло 51,5 × 41         | Испанское общество, Нью-Йорк                                          | [ К 65 ] [ 85 ] [ 226 ]         |
| 93  |         | «Франсиско Лескано» (Francisco Lezcano, el Niño) 1635—1645                                                                               | Холст, масло 107 × 83          | Прадо, Мадрид                                                         | [ 2 ] [ 227 ]                   |
| 94  |         | «Портрет Филиппа IV в военном костюме («Ла Фрага»)» (Felipe IV en Fraga) 1644                                                            | Холст, масло 129,8 × 99,4      | Коллекция Фрика                                                       | [ 18 ] [ 229 ]                  |
| 95  |         | «Аллегорический конный портрет Филиппа IV» (Retrato ecuestre de Felipe IV) 1645                                                          | Холст, масло 393 × 267         | Уффици, Флоренция                                                     | [ К 67 ] [ 230 ]                |
| 96  |         | «Дон Диего де Аседо» (El bufón don Diego de Acedo, el Primo) 1636—1645                                                                   | Холст, масло 107 × 82          | Прадо, Мадрид                                                         | [ 2 ] [ 18 ] [ К 68 ]           |
| —   |         | «Портрет Фернандо де Вальдес-и-Льяноса» (Retrato de Fernando de Valdés y Llanos) 1640—1645                                               | Холст, масло 63,5 × 59,6       | Национальная галерея, Лондон                                          | [ К 3 ] [ 22 ] [ 234 ] [ К 69 ] |
| 97  |         | «Дон Себастьян де Морра» (El bufón don Sebastián de Morra) 1645                                                                          | Холст, масло 106,5 × 81,5      | Прадо, Мадрид                                                         | [ 2 ] [ 18 ] [ 236 ]            |
| —   |         | «Дон Себастьян де Морра» (El bufón don Sebastián de Morra) около 1645                                                                    | Холст, масло 106 × 84,5        | частное собрание (Швейцария)                                          | [ К 70 ] [ 237 ]                |
| 98  |         | «Коронование Богоматери» (Coronación de la Virgen) 1635—1648                                                                             | Холст, масло 176 × 124         | Прадо, Мадрид                                                         | [ 2 ] [ 239 ]                   |
| 99  |         | «Портрет Хуана Франсиско Пиментеля» (Juan Francisco Pimentel, conde de Benavente) 1648                                                   | Холст, масло 109 × 88          | Прадо, Мадрид                                                         | [ 2 ] [ 241 ]                   |
| —   |         | «Портрет галисийки» (La gallega) 1645—1650                                                                                               | Холст, масло 60 × 46,5         | частное собрание (Япония)                                             | [ К 71 ] [ 242 ]                |
| 100 |         | «Венера с зеркалом» (Venus del espejo) 1647—1651                                                                                         | Холст, масло 122 × 177         | Национальная галерея, Лондон                                          | [ 22 ] [ 244 ]                  |
| 101 |         | «Сивилла с чистой доской» (Sibila con tabula rasa) 1644—1648                                                                             | Холст, масло 64 × 58           | Музей искусств Медоуз, Даллас                                         | [ К 73 ] [ 246 ]                |
| 102 |         | «Портрет инфанты Марии Терезии» (La infanta María Teresa) 1648                                                                           | Холст, масло 48 × 37           | Музей Метрополитен, Нью-Йорк                                          | [ 76 ] [ 247 ]                  |
| 103 |         | «Портрет рыцаря Ордена Сантьяго» (Un caballero de la Orden de Santiago) 1645—1650                                                        | Холст, масло 67 × 56           | Галерея старых мастеров, Дрезден                                      | [ 248 ]                         |

### Вторая поездка в Италию (1649—1651)
| №   | Картина | Название                                                                         | Техника / Размер (см)    | Галерея                                                   | Примечания               |
| --- | ------- | -------------------------------------------------------------------------------- | ------------------------ | --------------------------------------------------------- | ------------------------ |
| 104 |         | «Портрет Хуана де Парехи» (Juan de Pareja) 1650                                  | Холст, масло 81,3 × 69,9 | Музей Метрополитен, Нью-Йорк                              | [ 76 ] [ 250 ]           |
| 105 |         | «Портрет папского брадобрея Фердинандо Брандани» (Ferdinando Brandani) 1645—1650 | Холст, масло 48,3 × 44,4 | Прадо, Мадрид                                             | [ 2 ] [ 252 ]            |
| 106 |         | «Портрет папы Иннокентия X» (Retrato de Inocencio X) 1650                        | Холст, масло 140 × 120   | Галерея Дориа-Памфили, Рим                                | [ 254 ]                  |
| 107 |         | «Портрет папы Иннокентия X» (Inocencio X) 1650                                   | Холст, масло 82 × 71,5   | Музей Веллингтона, Лондон                                 | [ 35 ] [ 255 ]           |
| 108 |         | «Портрет кардинала Камилло Массими» (Retrato de Camillo Massimi ) 1650           | Холст, масло 73,6 × 58,5 | Кингстон Лейси, Уимборн Минстер                           | [ 256 ]                  |
| 109 |         | «Портрет кардинала Камилло Асталли» (El cardenal Astalli) 1650—1651              | Холст, масло 61 × 48,5   | Испанское общество, Нью-Йорк                              | [ 85 ] [ 257 ]           |
| —   |         | «Портрет кардинала Кристофоро Сеньи» (Cristoforo Segni) 1650—1651                | Холст, масло 144 × 92    | частное собрание (Коллекция Хайнца Кистерса, Кройцлинген) | [ К 74 ] [ К 3 ] [ 258 ] |

### Третий мадридский период (1651—1660)
| №   | Картина | Название                                                                                    | Техника / Размер (см)     | Галерея                                             | Примечания              |
| --- | ------- | ------------------------------------------------------------------------------------------- | ------------------------- | --------------------------------------------------- | ----------------------- |
| 110 |         | «Портрет инфанты Марии Терезии» (María Teresa, infanta de España) 1651—1652                 | Холст, масло 34,3 × 40    | Музей Метрополитен, Нью-Йорк                        | [ К 75 ] [ 76 ] [ 260 ] |
| 111 |         | «Портрет инфанты Марии Терезии с часами» (La infanta María Teresa de España) 1652—1653      | Холст, масло 127 × 98,5   | Музей истории искусств, Вена                        | [ К 76 ] [ 262 ]        |
| 112 |         | «Портрет Филиппа IV» (Felipe IV) 1653—1655                                                  | Холст, масло 69 × 56      | Прадо, Мадрид                                       | [ 2 ] [ 263 ]           |
| 113 |         | «Портрет королевы Марианны Австрийской» (La reina Mariana de Austria) 1645—1650             | Холст, масло 231 × 131    | Прадо, Мадрид                                       | [ К 77 ] [ 2 ] [ 265 ]  |
| 114 |         | «Портрет инфанты Маргариты в розовом платье» (La infanta Margarita) 1653—1654               | Холст, масло 128,5 × 100  | Музей истории искусств, Вена                        | [ 267 ]                 |
| —   |         | «Портрет инфанты Маргариты в розовом платье» (La infanta Margarita) 1653                    | Холст, масло 115 × 91     | частное собрание (Мадрид, коллекция герцогов Альба) | [ 268 ] [ 269 ]         |
| 115 |         | «Портрет инфанты Маргариты в белом платье» (La infanta Margarita) 1656                      | Холст, масло 105 × 88     | Музей истории искусств, Вена                        | [ 271 ]                 |
| 116 |         | «Менины» (Las Meninas) 1656                                                                 | Холст, масло 318 × 276    | Прадо, Мадрид                                       | [ 2 ] [ 273 ]           |
| 117 |         | «Пряхи, или Миф об Арахне» (Las hilanderas) 1657                                            | Холст, масло 222,5 × 293  | Прадо, Мадрид                                       | [ 2 ] [ 275 ]           |
| 118 |         | «Портрет королевы Марианны Австрийской» (La reina Mariana de Austria) 1655—1656             | Холст, масло 46,5 × 43    | Музей искусств Медоуз, Даллас                       | [ К 78 ] [ 277 ]        |
| 119 |         | «Портрет королевы Марианны Австрийской» (La reina Mariana de Austria) 1656—1657             | Холст, масло 64,7 × 54,6  | Музей Тиссена-Борнемисы, Мадрид                     | [ 279 ]                 |
| 120 |         | «Меркурий и Аргус» (Mercurio y Argos) 1659                                                  | Холст, масло 128 × 250    | Прадо, Мадрид                                       | [ 2 ] [ 281 ]           |
| 121 |         | «Портрет инфанты Маргариты в синем платье» (Infanta Margarita Teresa con vestido azul) 1659 | Холст, масло 127 × 107    | Музей истории искусств, Вена                        | [ 283 ]                 |
| 122 |         | «Портрет принца Фелипе Просперо» (El príncipe Felipe Próspero) 1659                         | Холст, масло 128,5 × 99,5 | Музей истории искусств, Вена                        | [ 285 ]                 |
| 123 |         | «Портрет Филиппа IV» (Felipe IV) 1656—1657                                                  | Холст, масло 64 × 53,75   | Национальная галерея, Лондон                        | [ К 3 ] [ 22 ] [ 287 ]  |

## Комментарии
1. ↑  Реплика картины № 3, однако без религиозной композиции на заднем плане. Полотно находится в таком плохом состоянии, что подтвердить авторство пока невозможно[12][13].
2. ↑  Картина обнаружена в 2004 году и опубликована в 2010 году[14][15].
3. 1 2 3 4 5 6 7 8 9 10 11 12 13 14 15 16 17 18 19 20  Отсутствует у Лопес-Рея.
4. ↑  Работа впервые опубликована в 1999 году[16][17].
5. ↑  Варианты перевода — «Старая кухарка», «Яичница»[18].
6. ↑  Этюд головы, предположительно для картины № 8. Поступил в 1814 году в Эрмитаж как оригинал Веласкеса, однако в каталогах музея 1859—1958 эта атрибуция была снята. Лопес-Рей, изучив его лично, подтвердил авторство Веласкеса. Сомнение в авторстве выразил Джонатан Браун[26][27].
7. ↑  Фигура старика слева — та же, что на картине № 3. Эксперты предполагают, что это либо её вариант, сделанный мастером собственноручно, либо работа «школы Веласкеса». В парижской частной коллекции имеется подделка-пастиш, созданная на основе данной картины[29][30].
8. ↑  Диптих, предназначавшийся для монастыря кармелиток[22].
9. ↑  Обрезанный фрагмент какой-то более крупной картины; следы обрезки явно видны. Лопес-Рей считает атрибуцию кисти Веласкеса сомнительной: по его мнению, голова на картине Винченцо Кардуччи «Святой Бруно отвергает архиепископскую митру, предложенную ему папой Урбаном II» (1632, Прадо) имеет большое сходство с этой. С момента составления его каталога картина поступила из частной коллекции в Прадо как полотно Веласкеса[46][47].
10. ↑  Вариант(ы) перевода названия — «Севильский водонос», «Разносчик воды в Севилье»[48].
11. ↑  Портрет является посмертным, чем объясняется такая примитивность композиции[51].
12. ↑  Авторская реплика картины № 18 с малозаметными изменениями в композиции[54][55][56].
13. ↑  Картина находится в очень плохом состоянии, однако Лопес-Рей считает атрибуцию крайне правдоподобной[59][60].
14. ↑  Ранее считался портретом неизвестного[62][63].
15. ↑  Возможно, картина является портретом эрудита Франсиско де Риохи[англ.]. Полотно находится в плохом состоянии, однако Лопес-Рей не сомневается в его авторстве[67][68].
16. ↑  Выдвигалось предположение, что картина может являться автопортретом[70][71].
17. ↑  Возможно, уменьшенное авторское повторение портрета в рост № 26[73].
18. ↑  Приобретён музеем в 1929 году.
19. ↑  В 1973 году музей Метрополитен поменял атрибуцию портрета с «Веласкес» на «школу Веласкеса», однако по мнению Лопес-Рея под этим решением нет никаких оснований, что подтверждает его радиографическое изучение. В настоящее время снова указано авторство Веласкеса (после реставрации 2010 года)[77][78].
20. ↑  Картина считалась портретом брата Оливареса, поэтому авторство Веласкеса отводилось по датам. Эта ошибка была выяснена. Лопес-Рей не ставит под вопрос её авторство[80][81].
21. ↑  Обрезанная часть более крупного полотна. Лопес-Рей не считает атрибуцию Веласкесу надёжной.[83][84].
22. ↑  Полотно было сильно повреждено в районе лица, что мешает его считать эталонным. Лопес-Рей, присоединяясь к мнениям более ранних экспертов, считает, что плохое состояние картины и отсутствие документальных свидетельств о её создании и бытовании не позволяют считать атрибуцию кисти Веласкеса окончательно подтверждённой[86][87].
23. ↑  Повторение № 29, возможно, работа «школы Веласкеса». Лопес-Рей отвергает его авторство[86][89].
24. ↑  Полотно обрезано. Судя по инвенторию Мадридского Алькасара, этот олень был «убит Королём, Его Величеством Филиппом IV в 1626 году»[91][92].
25. ↑  Одно время ошибочно считался портретом старшего брата Филиппа IV[98][99].
26. ↑  Фрагмент обрезанного портрета[100][101].
27. ↑  Единственный из «Шутов» Веласкеса вне стен Прадо. Лопес-Рей считает эту картину написанной Веласкесом, так как нашёл подходящее к ней описание в инвенториях королевских дворцов. Однако современные исследователи всё-таки отводят авторство[103][104].
28. ↑  Картина находится в плохом состоянии и имеет неясную историю бытования, что запутывает её точную атрибуцию. Герман Восс предположил, что автором картины является Карло Череса[англ.][107].
29. ↑  Другое название — «Смеющийся Демокрит», «Географ».
30. ↑  Лопес-Рей считает, что мастером написаны только руки и лицо. Существуют две копии этой картины в изменённой иконографии, вероятно, сделанные до того, как «Демокрит» был переписан автором из «Пьяницы»[110][111].
31. ↑  Картина найдена в 2012 году[116].
32. ↑  Другой вариант названия — «Аполлон в кузнице Вулкана»
33. ↑  Вариант названия — «Павильон Ариадны»
34. ↑  Варианты названия — «Вход во грот», «Вилла Медичи. Вечер»
35. ↑  Существует предположение, что это портрет доньи Хуаны Пачеко, жены Веласкеса, позже переделанный в идеализированное изображение некой сивиллы[132][133].
36. ↑  Несмотря на нахождение в частной коллекции, картина имеет чистейший провенанс и несомненное авторство[141][142].
37. ↑  Очевидно, парный портрету № 52, изображающему мужа дамы. Существовало предположение, что мальчик был дописан позже другим художником, однако оно было опровергнуто радиографической экспертизой[146][147].
38. ↑  Сохранившийся фрагмент утраченного портрета, предположительно архиепископа Фернандо де Вальдес-и-Льяноса. Сохранилась целая копия этой картины (в коллекции графа Торено) и изображение головы (см. ниже). На листке начертана подпись Веласкеса[148][149].
39. ↑  Известно как «Распятие Сан Пласидо» по монастырю, где оно находилось
40. ↑  В Прадо же находится иконографический извод этой картины сомнительного авторства (см. ниже)[154][155].
41. ↑  На картине есть надпись, говорящая, что её написал в 1631 году Веласкес, однако Лопес-Рей на основе стилистического анализа живописи считает эту надпись поздней, а авторство — неизвестным[154].
42. ↑  Обрезан; предположительно изображал модель в полный рост. У Лопес-Рея фигурирует как «произведение Веласкеса и его мастерской». Очевидно, парный № 60[159][160].
43. ↑  Обрезан; предположительно изображал модель в полный рост. У Лопес-Рея фигурирует как «произведение Веласкеса и его мастерской». Очевидно, парный № 59[159][162].
44. ↑  Картина обнаружена и продана с аукциона в 2011 году
45. ↑  В Музее Метрополитен есть уменьшенная копия этого портрета — вероятно, кисти Масо.[168][169].
46. ↑  Ранее картина была дополнена другим художником фигурой святого Иакова (иконография Сантьяго Матаморос), которая была убрана в 1959 году. Копия картины мастерской находится в частной коллекции.[170][171].
47. ↑  Парная к следующей По мнению Лопес-Рея, изначально картина была написана неидентифицированным художником (возможно, Бартоломе Гонсалесом, Масо или Хуаном де ла Корте), затем сильно переписана Веласкесом и его мастерской.[173][174].
48. ↑  Парная к предыдущей № 65. По мнению Лопес-Рея, изначально картина была написана неидентифицированным художником (возможно, Винченцо Кардуччи или Еухенио Каксесом), затем сильно переписана Веласкесом и его мастерской[173][176].
49. ↑  Входит в цикл с № 64 и № 65, парная к следующей. По мнению Лопес-Рея, изначально картина была написана неидентифицированным художником (возможно, Винченцо Кардуччи или Еухенио Каксесом), затем сильно переписана Веласкесом[173][178].
50. ↑  Парный № 66[180].
51. ↑  Вариант названия — «Копья»
52. ↑  Существует копия работы мастерской Веласкеса (Кастрес, Музей Гойи)[188][189].
53. ↑  Существует два повторения работы мастерской с небольшими изменениями в иконографии
54. ↑  Лопес-Рей указывает, что неудачная композиция и живопись указывают, что картина - плод работы больше мастерской, чем одного Веласкеса. Существует повторение этой картины работы школы Веласкеса в Коллекции Уолласа столь низкого художественного уровня, что его нельзя даже приписать кисти Масо
55. ↑  Существовала версия, что на картине изображена легендарная герцогиня де Шеврез
56. ↑  Картина обрезана с обеих сторон. Берруете считал её подготовительной для №74, однако предполагал авторство Масо, а Лопес-Рей считает, что рука Веласкеса все-таки видна
57. ↑  Санчес Кантон считал её работой Масо. Лопес-Рей не сомневается в авторстве Веласкеса, но считает, что картину невозможно точно датировать
58. ↑  Также известен как  «Эль Бобо дель Кориа»[202].
59. ↑  Этюд головы для картины «Святой Антоний посещает святого Павла» (см. выше). Лопес-Рей не отводит авторство[207].
60. ↑  О том, что Веласкес писал миниатюры, известно из письменных источников. Ни один из упомянутых миниатюрных портретов не сохранился. Данный портрет по источникам не известен, однако Лопес-Рей и другие считают версию авторства Веласкеса приемлемой. В таком случае, это единственная сохранившаяся миниатюра его работы.
61. ↑  Картина обрезана снизу
62. ↑  Картина сильно обрезана. Лопес-Рей считает авторство Веласкеса допустимым
63. ↑  Лопес-Рей считает, что Веласкес набросал композицию и написал лицо, а остальное написано другой рукой
64. ↑  Считался портретом Алонсо Кано[217].
65. ↑  Картина не закончена
66. ↑  Также известен как «Дитя из Вальескаса»[227].
67. ↑  Картина является списком с несохранившегося полотна Рубенса. Выполнена мастерской Веласкеса, который написал в ней только лицо короля
68. ↑  Также известен как «Эль Примо»[232].
69. ↑  Лопес-Рей считает картину копией работы неизвестного художника с несохранившегося оригинала Веласкеса (от которого осталась только «Рука»; см. № 54). В коллекции Торено находится копия этого же портрета, но во весь рост[148].
70. ↑  Лопес-Рей считает картину авторской репликой, возможно, выполненной с помощью мастерской
71. ↑  Лопес-Рей не видит причин сомневаться в авторстве
72. ↑  Вариант названия «Арахна (Сивилла?)»
73. ↑  Предположительно является этюдом фигуры Арахны к картине «Пряхи, или Миф об Арахне», либо же изображением сивиллы
74. ↑  Другой предполагаемый автор - Пьетро Мартире Нери[исп.]
75. ↑   Фрагмент обрезанного портрета
76. ↑   Реплика работы мастерской находится в Музее Бостона
77. ↑   Реплика работы мастерской находится в Музее истории искусств, Вена
78. ↑   Фрагмент обрезанной картины